# Aufmerksamkeitskontrolle

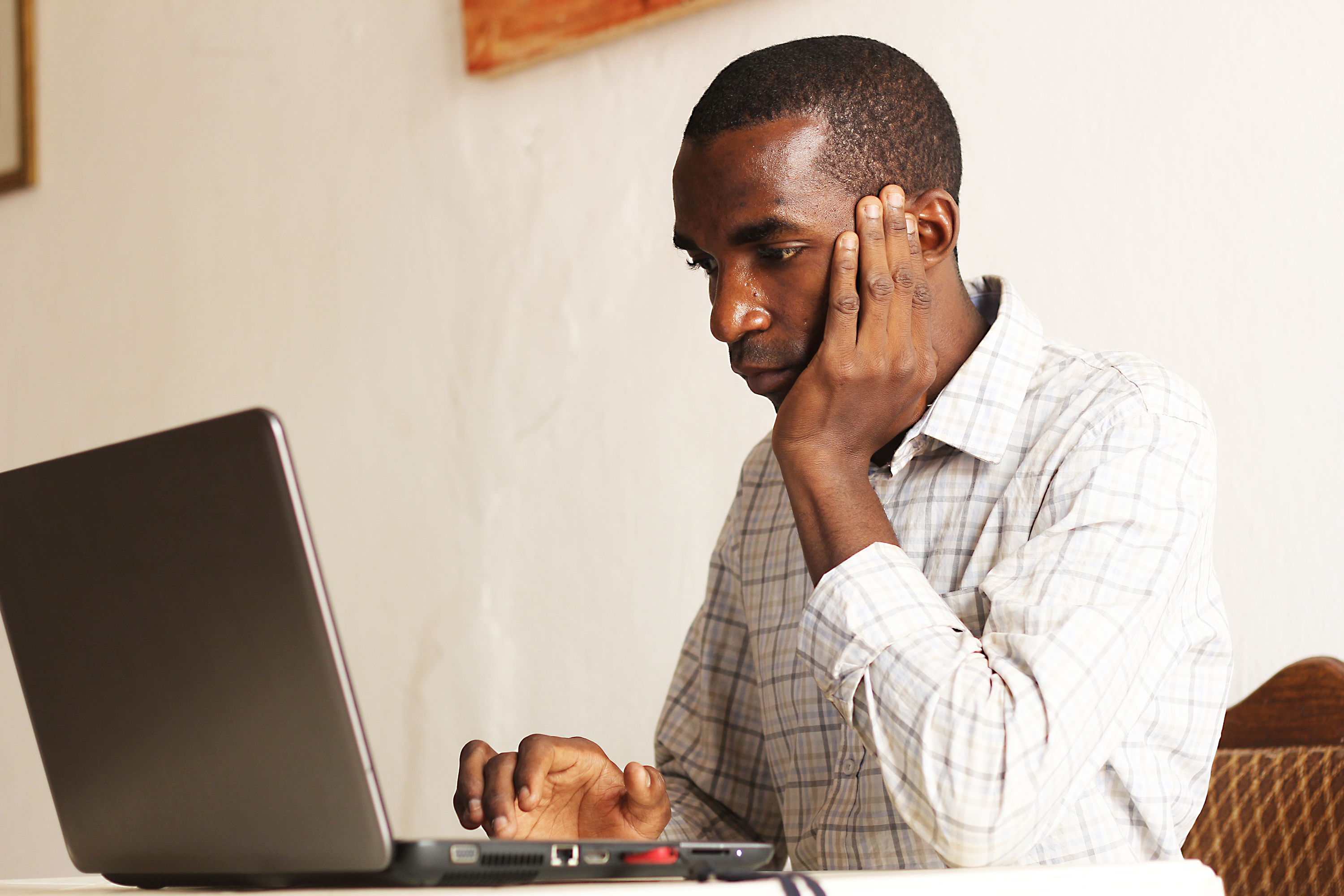
Eine Person, die sich auf ihre Arbeit konzentriert.

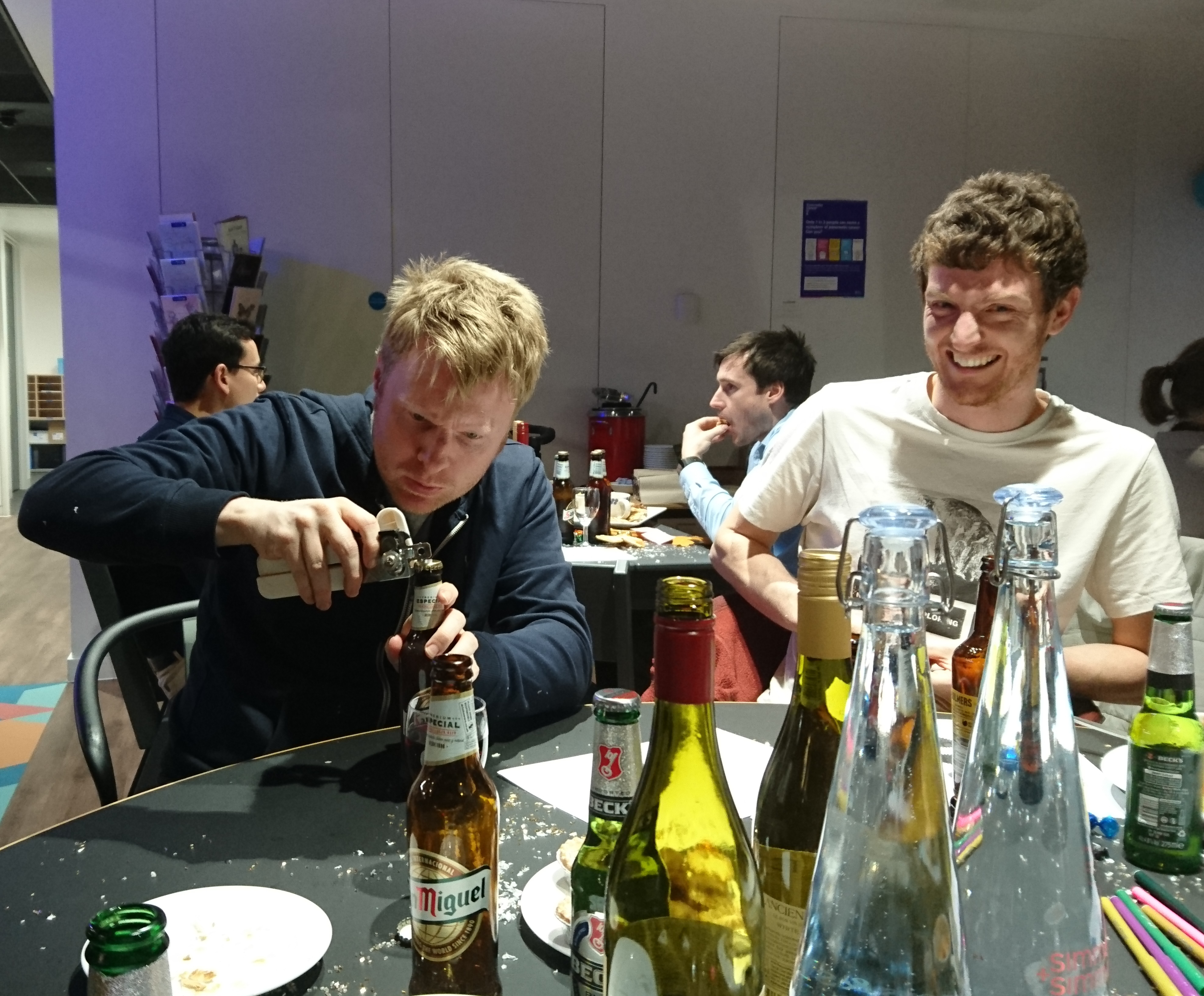
Eine Person achtet genau darauf, wie sie einen Flaschenöffner benutzt und ignoriert die anderen Menschen um sie herum.

Aufmerksamkeitskontrolle (umgangssprachlich auch Konzentration) bezeichnet die Fähigkeit einer Person, zu entscheiden, worauf sie ihre Aufmerksamkeit richtet und was sie ignoriert. Sie wird auch als endogene Aufmerksamkeit oder exekutive Aufmerksamkeit bezeichnet. Die Aufmerksamkeitskontrolle kann also als die Konzentrationsfähigkeit einer Person beschrieben werden. Aufmerksamkeitskontrolle und Aufmerksamkeitsverschiebung werden hauptsächlich durch die vorderen Hirnareale vermittelt und stehen vermutlich in engem Zusammenhang mit anderen exekutiven Funktionen wie dem Arbeitsgedächtnis.

## Allgemeiner Überblick über die Forschung
Die Aufmerksamkeitsquellen im Gehirn bilden ein System aus drei Netzwerken: Wachsamkeit (Aufrechterhaltung des Bewusstsein), Orientierung (Informationen aus Sinneseingaben) und exekutiver Kontrolle (Konfliktlösung). Diese drei Netzwerke wurden anhand von Testungen mit Erwachsenen, Kindern und Affen mit und ohne Aufmerksamkeitsstörungen untersucht. Zu den Forschungsmethoden gehörten die Stroop-Aufgabe und die Flanker-Aufgabe, bei denen die exekutive Kontrolle mit Analysetechniken wie der ereignisbezogenen funktionellen Magnetresonanztomographie (englisch functional magnetic resonance image – fMRI) untersucht wird. Während sich einige Forschungsdesigns speziell auf einen Aspekt der Aufmerksamkeit (wie etwa die exekutive Kontrolle) konzentrieren, betrachten andere Experimente mehrere Bereiche und untersuchen so die Wechselwirkungen zwischen den Wachsamkeits-, Orientierungs- und exekutiven Kontrollnetzwerken. In jüngerer Zeit wurde der von Fan und Posner entwickelte Attention Network Test (ANT) verwendet, um die Effizienz der drei Netzwerke zu messen und ihre Beziehungen zueinander zu untersuchen. Er wurde als Verhaltensaufgabe konzipiert, die einfach genug ist, um Daten von Kindern, Patienten und Tieren zu erhalten. Die Aufgabe erfordert von den Teilnehmern, schnell auf Hinweise auf einem Computerbildschirm zu reagieren, während ihre Aufmerksamkeit auf ein zentrales Ziel gerichtet bleibt.

## Entwicklung

### Anfangsstadium
Frühe Forscher, die die Entwicklung des Frontallappen untersuchten, dachten, dass dieser im ersten Lebensjahr funktionell stumm sei. Ebenso deuteten frühe Forschungsarbeiten darauf hin, dass Säuglinge im Alter von einem Jahr oder jünger bei der Verteilung ihrer Aufmerksamkeit völlig passiv sind und nicht die Fähigkeit haben, zu entscheiden, worauf sie ihre Aufmerksamkeit richten und was sie ignorieren. Dies zeigt sich beispielsweise im Phänomen der sticky fixation („klebrigen Fixierung“), bei der Säuglinge nicht in der Lage sind, ihre Aufmerksamkeit von einem besonders auffälligen Ziel abzuwenden. Andere Forschungsarbeiten haben jedoch gezeigt, dass sogar sehr junge Säuglinge eine gewisse Fähigkeit besitzen, ihre Aufmerksamkeitsverteilung zu kontrollieren, wenn auch in einem viel eingeschränkteren Sinne.

### Kindheit
Mit der Reifung der Frontallappen verbessert sich die Fähigkeit der Kinder, ihre Aufmerksamkeit zu kontrollieren, obwohl die Fähigkeiten zur Aufmerksamkeitskontrolle bei Kindern noch viel geringer sind als bei Erwachsenen. Bei manchen Kindern ist die Entwicklung der Fähigkeiten zur Aufmerksamkeitskontrolle beeinträchtigt, was vermutlich auf die relativ langsamere Entwicklung der frontalen Gehirnbereiche zurückzuführen ist, was manchmal zu einer Diagnose einer Aufmerksamkeitsdefizit-/Hyperaktivitätsstörung (ADHS) führt.

### Ältere
Einige Studien zum Thema Altern und Kognition konzentrieren sich auf Arbeitsgedächtnisprozesse und den Rückgang der Aufmerksamkeitskontrolle. Eine Studie verwendete fMRI-Messungen während einer Stroop-Aufgabe, um die neuronale Aktivität der Aufmerksamkeitskontrolle bei jüngeren (21–27 Jahre) und älteren Teilnehmern (60–75 Jahre) zu vergleichen. Zu den Bedingungen gehörten erhöhter Wettbewerb und erhöhte Konflikte. Die Ergebnisse zeigten Hinweise auf eine Abnahme der Reaktionsfähigkeit in Gehirnbereichen, die mit der Aufmerksamkeitskontrolle für die ältere Gruppe verbunden sind. Dieses Ergebnis deutet darauf hin, dass ältere Menschen möglicherweise eine Abnahme der Fähigkeit aufweisen, die Aufmerksamkeitskontrolle in ihrem Alltagsleben einzusetzen.
Ein Hauptfaktor für die altersbedingte Abnahme der Aufmerksamkeitskontrolle ist das Gewicht des Gehirns. Mehrere Studien kommen zu dem Schluss, dass das Gehirn nach dem 60. Lebensjahr schnell an Gewicht verliert. Dieser Gewichtsverlust ist auf eine Abnahme der weißen und grauen Substanz des Gehirns zurückzuführen. Die weiße Substanz ist der Bereich im Gehirn, der für den Informationsaustausch zwischen den Bereichen der grauen Substanz zuständig ist. Graues Gewebe im zentralen Nervensystem ermöglicht es dem Menschen, mit der Welt zu interagieren und hochqualifizierte Funktionen auszuführen. Studien zeigen, dass Personen, die körperlich aktiv sind, im späteren Leben das Volumen der grauen Substanz im Kortex erhöhen und so altersbedingter Atrophie vorbeugen und die Aufmerksamkeitskontrolle verbessern. Da das Gehirn der meisten Menschen nach dem 80. Lebensjahr jedoch pathologische Veränderungen erfährt oder eine Herzerkrankung entwickelt, kommt es zum Verlust von Neuronen und das Gehirnvolumen nimmt ab.

## Nicht altersgerechte Entwicklung
Störungen der Aufmerksamkeitskontrolle wurden nicht nur in der frühen Entwicklung von Erkrankungen beobachtet, deren Kerndefizit mit der Aufmerksamkeit zusammenhängt, wie etwa ADHS, sondern auch bei Erkrankungen wie Autismus und Angstzuständen. Störungen der Aufmerksamkeitskontrolle wurden auch bei Frühgeborenen sowie bei Kindern mit genetischen Störungen wie dem Down-Syndrom und dem Williams-Syndrom beobachtet. Mehrere Gruppen berichteten auch von Beeinträchtigungen der Aufmerksamkeitskontrolle in der frühen Entwicklung bei Kindern aus Familien mit niedrigem sozioökonomischen Status.
Die Muster der gestörten Aufmerksamkeitskontrolle stehen in Zusammenhang mit Befunden zu Leistungsstörungen bei Aufgaben der exekutiven Funktionen, wie z. B. dem Arbeitsgedächtnis, bei einer großen Anzahl unterschiedlicher Störungsgruppen. Die Frage, warum die exekutiven Funktionen bei so vielen unterschiedlichen Störungsgruppen gestört zu sein scheinen, ist allerdings weiterhin unzureichend verstanden.

### Relevanz für psychische Erkrankungen
Studien haben gezeigt, dass Personen mit geringer Aufmerksamkeitskontrolle mit hoher Wahrscheinlichkeit auch unter anderen psychischen Erkrankungen leiden. Geringe Aufmerksamkeitskontrolle kommt häufiger bei Personen mit Aufmerksamkeitsdefizit-/Hyperaktivitätsstörung (ADHS) vor, „einer Störung mit anhaltenden, altersunangemessenen Symptomen von Unaufmerksamkeit, Hyperaktivität und Impulsivität, die ausreichen, um wichtige Lebensaktivitäten zu beeinträchtigen“. Geringe Aufmerksamkeitskontrolle kommt auch häufig bei Personen mit Schizophrenie und Alzheimer vor, bei Personen mit sozialer Angst, Eigenschaftsangst und Depression sowie bei Aufmerksamkeitsproblemen nach einem Schlaganfall. Personen reagieren schneller und haben insgesamt eine stärkere exekutive Kontrolle, wenn sie unter geringen Angst- und Depressionswerten leiden. Man geht auch davon aus, dass eine schwache Aufmerksamkeitskontrolle die Wahrscheinlichkeit erhöht, eine psychopathologische Erkrankung zu entwickeln, da diese Personen eine gestörte Bedrohungsverarbeitung und verstärkte emotionale Reaktionen auf Bedrohungen aufweisen. Immer mehr Forscher berücksichtigen die Aufmerksamkeitskontrolle in Studien, die sich nicht unbedingt auf die Aufmerksamkeit konzentrieren, indem sie die Teilnehmer eine Attentional Control Scale (ACS) oder ein Cognitive Attentional Syndrome-1 (CAS1) ausfüllen lassen, bei denen es sich in beiden Fällen um Fragebögen zur Selbstauskunft handelt, die den Fokus und die Veränderung der Aufmerksamkeit messen. Viele Forscher schlagen vor, dass man experimentelle und longitudinale Studiendesigns verwenden sollte, um die Beziehung zwischen ACS, emotionaler Funktion, CAS und Aufmerksamkeit gegenüber Bedrohungen zu untersuchen. Dies liegt an den zunehmend problematischen Vorkommnissen, die Experten in diesem Bereich hinsichtlich der Aufmerksamkeitskontrolle im Zusammenhang mit anderen psychischen Erkrankungen beobachten.
Aufmerksamkeitsprobleme sind auch charakteristisch für Angststörungen wie PTBS (Posttraumatische Belastungsstörung). Eine aktuelle Überprüfung ergab, dass 61,2 % der aktuellen Studien Teilnehmer mit PTBS unter erheblichen Aufmerksamkeitskontrollproblemen litten. Diese durch PTBS verursachten Probleme können zur Entwicklung einer Aufmerksamkeitsverzerrung führen, die dazu führt, dass eine Person emotional negative Informationen bevorzugt gegenüber emotional positiven Informationen verarbeitet. Patienten, die an PTBS leiden, haben häufig Schwierigkeiten, sich über längere Zeit auf bestimmte Aufgaben zu konzentrieren, wodurch aufdringliche Gedanken ihre aktuelle Konzentration verdrängen. Diese Beeinträchtigung kann viele verschiedene Faktoren haben, wird jedoch am häufigsten durch emotionale Reize ausgelöst, insbesondere durch das Gefühl der Angst. Aufmerksamkeit gilt als Torfunktion zu fortgeschrittenen kognitiven Prozessen wie Gedächtnis und Lernen, und Aufmerksamkeitsstörungen können dazu führen, dass solche kognitiven Prozesse nachlassen. In den letzten Jahren wurden Aufmerksamkeitskontrolltherapien eingesetzt, um die Aufmerksamkeitskontrolle bei Patienten mit PTBS zu verbessern. Kürzlich wurde festgestellt, dass Yoga und Meditation einen positiven Einfluss auf die Aufmerksamkeitskontrolle bei Patienten mit PTBS haben.

## Anwendung

### Leistung
Die Theorie der Aufmerksamkeitskontrolle konzentriert sich auf Angst und kognitive Leistung. Die Annahme dieser Theorie ist, dass die Auswirkungen von Angst auf die Aufmerksamkeitskontrolle der Schlüssel zum Verständnis der Beziehung zwischen Angst und Leistung sind. Im Allgemeinen hemmt Angst die Aufmerksamkeitskontrolle bei einer bestimmten Aufgabe, indem sie die Verarbeitungseffizienz beeinträchtigt. Mit dieser Theorie sind drei Funktionen verbunden. Die Hemmungsfunktion verhindert, dass Reize und Reaktionen, die nicht mit einer Aufgabe in Zusammenhang stehen, die Leistung beeinträchtigen. Die Verschiebungsfunktion wird verwendet, um die Aufmerksamkeit auf die Reize zu lenken, die für die Aufgabe am relevantesten sind. Die Aktualisierungsfunktion wird verwendet, um Informationen im Arbeitsspeicher zu aktualisieren und zu überwachen. Mit der Theorie der Aufmerksamkeitskontrolle sind drei Haupthypothesen verbunden. Erstens wird die Effizienz der zentralen Exekutive durch Angst beeinträchtigt. Zweitens beeinträchtigt Angst die Hemmungsfunktion und drittens beeinträchtigt Angst die Verschiebungsfunktion.
Studien im Zusammenhang mit Aufmerksamkeitskontrolle und Leistung verfolgen zwei unterschiedliche Ansätze. Insbesondere hat die Forschung zur Aufmerksamkeitserfassung zwei Modi: freiwillig und reflexiv. Der freiwillige Modus ist ein Top-down-Ansatz, bei dem die Aufmerksamkeit entsprechend kognitiver Prozesse auf höherer Ebene verschoben wird. Der reflexive Modus ist ein Bottom-up-Ansatz, bei dem die Aufmerksamkeit unwillkürlich verschoben wird, basierend auf den aufmerksamkeitserregenden Eigenschaften eines Reizes. Diese Modi sind wichtig, um zu verstehen, wie Aufmerksamkeitskontrolle funktioniert.

### Achtsamkeit
Schon ein viertägiges Training in Achtsamkeitsmeditation kann die visuell-räumliche Verarbeitung, das Arbeitsgedächtnis und die exekutiven Funktionen deutlich verbessern. Allerdings hat die Forschung gemischte Ergebnisse darüber gezeigt, ob Achtsamkeit die Aufmerksamkeitskontrolle direkt beeinflusst. Die Teilnehmer führten Aufgaben zu anhaltender Aufmerksamkeit, Hemmung, Umschalten und Objekterkennung durch. Diese Aufgaben wurden vor und nach einem 8-wöchigen Kurs zur mindfulness based stress reduction (MBSR, Stressreduktion durch Achtsamkeit) durchgeführt und mit einer Kontrollgruppe verglichen. Es gab keine signifikanten Unterschiede zwischen den Gruppen, was bedeutet, dass der MBSR-Kurs die Aufmerksamkeitskontrolle nicht beeinflusste. Eine aktive randomisierte kontrollierte Studie zeigte jedoch, dass eine mobile Achtsamkeits-App mit umfangreichen Selbsteinschätzungsfunktionen langfristige Vorteile für die Aufmerksamkeitskontrolle bei gesunden Teilnehmern haben kann. Achtsamkeit beeinflusst ungelenkte Aufmerksamkeit und andere Dinge wie das emotionale Wohlbefinden.

### Lernen
Modulare Ansätze betrachten die kognitive Entwicklung als einen mosaikartigen Prozess, bei dem sich kognitive Fähigkeiten getrennt nach genetisch vorgegebenen Reifungsplänen entwickeln. Bekannte Autoren, die einen modularen Ansatz zur kognitiven Entwicklung verfolgen, sind Jerry Fodor, Elizabeth Spelke und Steven Pinker. Andere Autoren wie Annette Karmiloff-Smith, Mark Henry Johnson und Linda Smith plädieren dagegen für einen eher interaktiven oder dynamischeren Systemansatz zur kognitiven Entwicklung. Diesen als neurokonstruktivistische Ansätze bekannten Ansätzen zufolge interagieren kognitive Systeme im Laufe der Entwicklung, da bestimmte kognitive Fähigkeiten für den späteren Erwerb anderer Fähigkeiten in anderen Bereichen erforderlich sind.
Autoren, die neurokonstruktivistische Entwicklungsansätze verfolgen, legen besonderen Wert auf die Aufmerksamkeitskontrolle, da sie als ein domänenübergreifender Prozess angesehen wird, der den späteren Erwerb anderer Fähigkeiten in anderen Bereichen beeinflussen kann. Die Fähigkeit, die Aufmerksamkeit zu regulieren und zu lenken, befreit das Kind von der Einschränkung, nur auf Umweltereignisse reagieren zu müssen, und bedeutet, dass es seine Aufmerksamkeit aktiv auf die informationsreichen Bereiche lenken kann, die für das Lernen entscheidend sind. Beispielsweise haben mehrere Autoren die Beziehung zwischen der Fähigkeit eines Kleinkindes, Aufmerksamkeitskontrolle auszuüben, und seiner späteren Leistung beim Spracherwerb untersucht.
Die Kapazität des Arbeitsgedächtnisses wurde untersucht, um zu verstehen, wie das Gedächtnis funktioniert. Die Fähigkeit, die Effektivität der Arbeitsgedächtniskapazität einer Person vorherzusagen, beruht auf Aufmerksamkeitskontrollmechanismen. Diese Mechanismen helfen bei der Regulierung von Zielen, Verhalten und äußeren Ablenkungen, die alle für effektives Lernen wichtig sind.

## Visuelle Aufmerksamkeitskontrolle
Unser Gehirn hat unterschiedliche Aufmerksamkeitssysteme, die im Laufe der Evolution geformt wurden. Visuelle Aufmerksamkeit basiert hauptsächlich auf drei verschiedenen Darstellungen: ortsbezogen, merkmalsbezogen und objektbezogen. Die räumliche Trennung zwischen zwei Objekten wirkt sich auf die Aufmerksamkeit aus. Menschen können selektiv einem von zwei Objekten am gleichen Ort ihre Aufmerksamkeit schenken. Es wurde auch die Aufmerksamkeit auf nicht objektbezogen Dinge wie Bewegung erforscht. Wenn die Aufmerksamkeit auf ein Merkmal wie Bewegung gelenkt wird, erhöht sich die neuronale Aktivität in Bereichen, die für das Merkmal spezifisch sind. Bei der visuellen Suche nach einem nicht räumlichen Merkmal oder einem Wahrnehmungsmerkmal spielt die selektive Erhöhung der Empfindlichkeit für dieses spezifische Merkmal eine Rolle bei der Lenkung der Aufmerksamkeit. Wenn Menschen aufgefordert werden, nach Bewegung zu suchen, wird Bewegung ihre Aufmerksamkeit fesseln, aber die Aufmerksamkeit wird nicht durch Bewegung gefangen genommen, wenn sie aufgefordert werden, nach Farbe zu suchen.

### Räumlicher Fokus der Aufmerksamkeit
Laut fMRI-Studien des Gehirns und Verhaltensbeobachtungen kann die visuelle Aufmerksamkeit unabhängig von der Augenposition bewegt werden. In Studien fixierten die Teilnehmer ihre Augen auf einen zentralen Punkt und maßen die Gehirnaktivität, während ihnen Reize außerhalb des visuellen Fixationspunkt präsentiert wurden. fMRI-Befunde zeigen, dass Veränderungen der Gehirnaktivität mit der Verschiebung der räumlichen Aufmerksamkeit auf die verschiedenen Reize korrelieren. Verhaltensstudien haben auch gezeigt, dass sich die Aufmerksamkeit einer Person schneller auf einen Reiz richten und ihn besser verarbeiten kann, wenn sie weiß, wo ein Reiz wahrscheinlich erscheinen wird.
Andere Studien haben gezeigt, dass die Wahrnehmungs- und kognitiven Belastung die räumliche Fokussierung der Aufmerksamkeit beeinflusst. Diese beiden Mechanismen interagieren gegensätzlich, so dass bei einer Verringerung der kognitiven Belastung die Wahrnehmungsbelastung hoch sein muss, um die räumliche Fokussierung der Aufmerksamkeit zu erhöhen.

## Auditive Wachsamkeit
Der Cocktailparty-Effekt ist das Phänomen, dass eine Person ihren Namen hört, auch wenn sie nicht am Gespräch teilnimmt. Um dies zu untersuchen, wurde ein Screening-Maß für die Aufmerksamkeitskontrolle durchgeführt, das die Fähigkeit einer Person testete, Wörter zu verfolgen, während sie gleichzeitig mathematische Aufgaben löste. Die Teilnehmer wurden in zwei Gruppen aufgeteilt – Gruppen mit geringer und hoher Aufmerksamkeitskontrollfähigkeit. Sie hörten sich zwei Wortlisten an, die gleichzeitig von einer männlichen und einer weiblichen Stimme vorgelesen wurden, und wurden aufgefordert, die männliche Stimme zu ignorieren. Ihr Name wurde von der „ignorierten“ männlichen Stimme vorgelesen. Personen mit geringer Aufmerksamkeitskontrollfähigkeit hörten ihren Namen eher als Personen mit hoher Aufmerksamkeitsspanne. Dieses Ergebnis deutet darauf hin, dass Personen mit geringerer Aufmerksamkeitskontrollfähigkeit mehr Probleme haben, Informationen aus der Umgebung auszublenden.

## Weiterführende Literatur
- George R. Mangun: The Neuroscience of Attention. Oxford University Press, Inc., New York, New York 2012 (englisch).
- Mark Bear, Barry Connors, Michael Paradiso: Neuroscience Exploring the Brain. Lippincott Williams & Wilkins, Baltimore, MD 2007, ISBN 978-0-7817-6003-4 (englisch, archive.org).
- Karina J. Linnell, Serge Caparos: Perceptual and Cognitive Load interact to Control the Spatial Focus of Attention. In: Journal of Experimental Psychology (= 5). 37. Jahrgang, Nr. 5, 18. Juli 2011, S. 1643–1648, doi:10.1037/a0024669, PMID 21767051 (englisch).